# Chvojnaja
Chvojnaja (Russisch: Хвойная) is een stad in het noordoosten van het Russische oblast Novgorod. De stad is het bestuurlijke centrum van het district Chvojninskiy. Het ligt bij de samenvloeiing van de rivieren Pes en Talka.
Bestuurlijk centrum: Veliki Novgorod 

Borovitsji · Cholm · Chvojnaja · Malaja Visjera · Okoelovka · Pestovo · Soltsy · Staraja Roessa · Tsjoedovo · Valdaj